# Фуанг

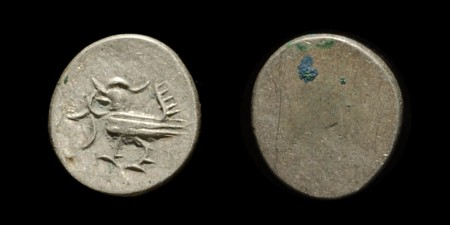
Биллонная монета 1 фуанг, Камбоджа

Фу́анг (тайск. เฟื้อง, фы́анг, камбоджийское название — хва́унг, кхмер. ហួង, ху́он) — денежная единица Сиама и Камбоджи, равная 1⁄8 тикаля или 8 атам. 

## Монеты
Основным номиналом, выраженным в фуангах, был номинал 1 фуанг. Монеты этого номинала выпускались как в Сиаме, так и в Камбодже:
- 1 фуанг — монета Сиама;
- 1 фуанг (хваунг) — монета Камбоджи.

К монетам с номиналом в фуангах также можно отнести мелкие монеты Сиама, выпускавшиеся в 1862—1868 годах, так как номинал на них обозначался в долях фуанга:
- 1 солот 1862—1864 и 1868 годов — «1/16 F»[6][7];
- 1 ат 1862 года — «1/8 F»[8];
- 1 сяо 1865 года — «1/4 F»[9];
- 1 сик 1865 и 1866 годов — «1/2 F»[10][11].

## Банкноты
Банкноты выпускались только в Сиаме, причём двух номиналов — 1 фуанг и 1 салунг 1 фуанг. При этом на английском и латинском языках номинал указывался в долях тикаля (как 1⁄8 и 3⁄8 тикаля).

## Марки

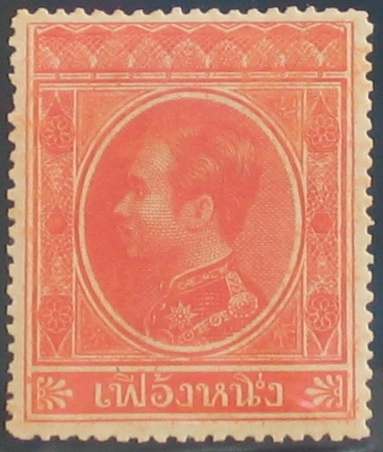
Марка номиналом 1 фуанг из серии 1883 года

В 1883 году в Сиаме была выпущена серия марок «Солот» (по названию наименьшего номинала). В эту серию также входила марка номиналом 1 фуанг. Её размеры составляют 30×25 мм. Тираж марки составил 500 000 экземпляров, однако они не были выпущены в почтовое обращение, поскольку не были вовремя доставлены в почтовые отделения.

## Обозначение
На монетах номиналом 1 фуанг и выше фуанг обозначался шестиконечной звёздочкой (✶). Таким образом, на монете 1 фуанг номинал обозначался одной звёздочкой (✶), 1 салунг — двумя звёздочками (✶✶), 2 салунга — четырьмя звёздочками (✶✶✶✶) и т. д.
На монетах более мелких номиналов фуанг обозначался заглавной латинской буквой «F».
На банкнотах 1⁄8 и 3⁄8 тикаля фуанг в надписях на китайском языке обозначен иероглифом «方».

## Эквиваленты в других странах
В Бирме фуангу соответствовала денежная единица му.